# Szapkino (Kraj Krasnojarski)
Szapkino (ros. Шапкино) – osiedle w Rosji, w Kraju Krasnojarskim, w rejonie jenisejskim. W 2010 liczyło 840 mieszkańców.